# 都電荒川線
荒川線（あらかわせん）は、東京都荒川区の三ノ輪橋停留場から新宿区の早稲田停留場までを結ぶ、東京都交通局を事業主体とする東京都電車（都電）の軌道路線（路面電車）である。愛称は「東京さくらトラム」。駅ナンバリングで使われる路線記号はSA（2017年11月下旬から順次導入）。
東京都区部北側に延びる12.2キロメートルの路線に30の停留場があり、第二次世界大戦前の東京市時代からの歴史を持つ都電路線が相次ぎ廃止された後も唯一残る路線である。

## 概要
かつて東京都区部（東京23区）を中心に、ピーク時には40路線を展開していた都電路線の大半が廃止された後も、荒川線のみが残った。東京23区内で営業を行う軌道線は、AGTである日暮里・舎人ライナーおよびゆりかもめの軌道扱いの区間を除外すると、当線と東急世田谷線のみである。
荒川線の大部分は専用軌道（新設軌道）であり、併用軌道区間は全区間の14%（約1.7キロメートル）である。併用軌道は熊野前 - 宮ノ前 - 小台間（都電通り（都道306号支線）上）・王子駅前 - 飛鳥山間（明治通り（国道122号）上）・巣鴨新田 - 大塚駅前間（大塚駅北口交差点付近）・大塚駅前 - 向原間（大塚駅南口広場付近）にある。これらの併用軌道区間のうち、道路と併用している区間として現存しているのは王子駅前 - 飛鳥山間のみである。

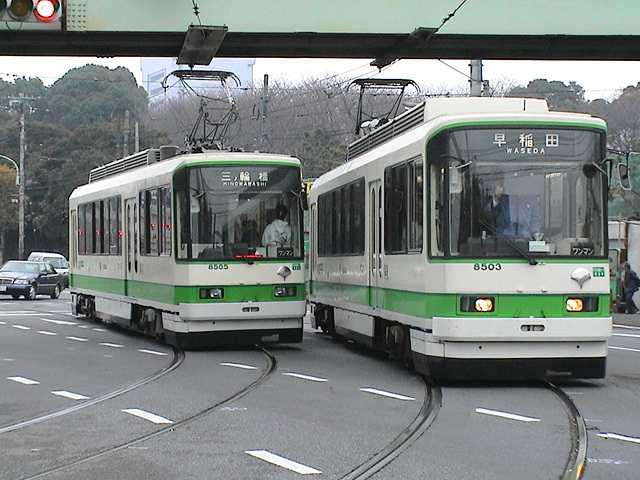
飛鳥山付近の併用軌道ですれ違う都電8500形

### 愛称
2017年3月、都交通局は利用者増と沿線活性化のため、荒川線の愛称を決めることとした。外国人観光客にも分かりやすいように「東京○○トラム」という形式として、○○に入る言葉の候補8つを提示し、一般からの投票で絞り込んだ。その結果、同年4月28日に「東京さくらトラム」に決定したと発表された。
しかし、長年「都電荒川線」で通ってきたこともあり、この愛称に対しては「キラキラネーム」である、荒川線沿線の代表的な花はサクラ（桜）でなくバラなどといった批判もみられた。
荒川区は沿線で1985年度からバラの植栽を進めてきたが、沿線では桜並木や飛鳥山公園、あらかわ遊園といった花見の名所もあり、東京都交通局は沿線4特別区と連携して春には「都電さくら号」を運行している。
実際の旅客案内においては愛称制定後も「東京さくらトラム（都電荒川線）」のように、路線名も引き続き併記している。

## 来歴
荒川線は、王子電気軌道によって敷設された路線を東京市（現・東京都）が買収したものを端緒とし、都電27系統（三ノ輪橋 - 赤羽）ならびに32系統（荒川車庫前 - 早稲田）と称して2路線別箇に運行していた。

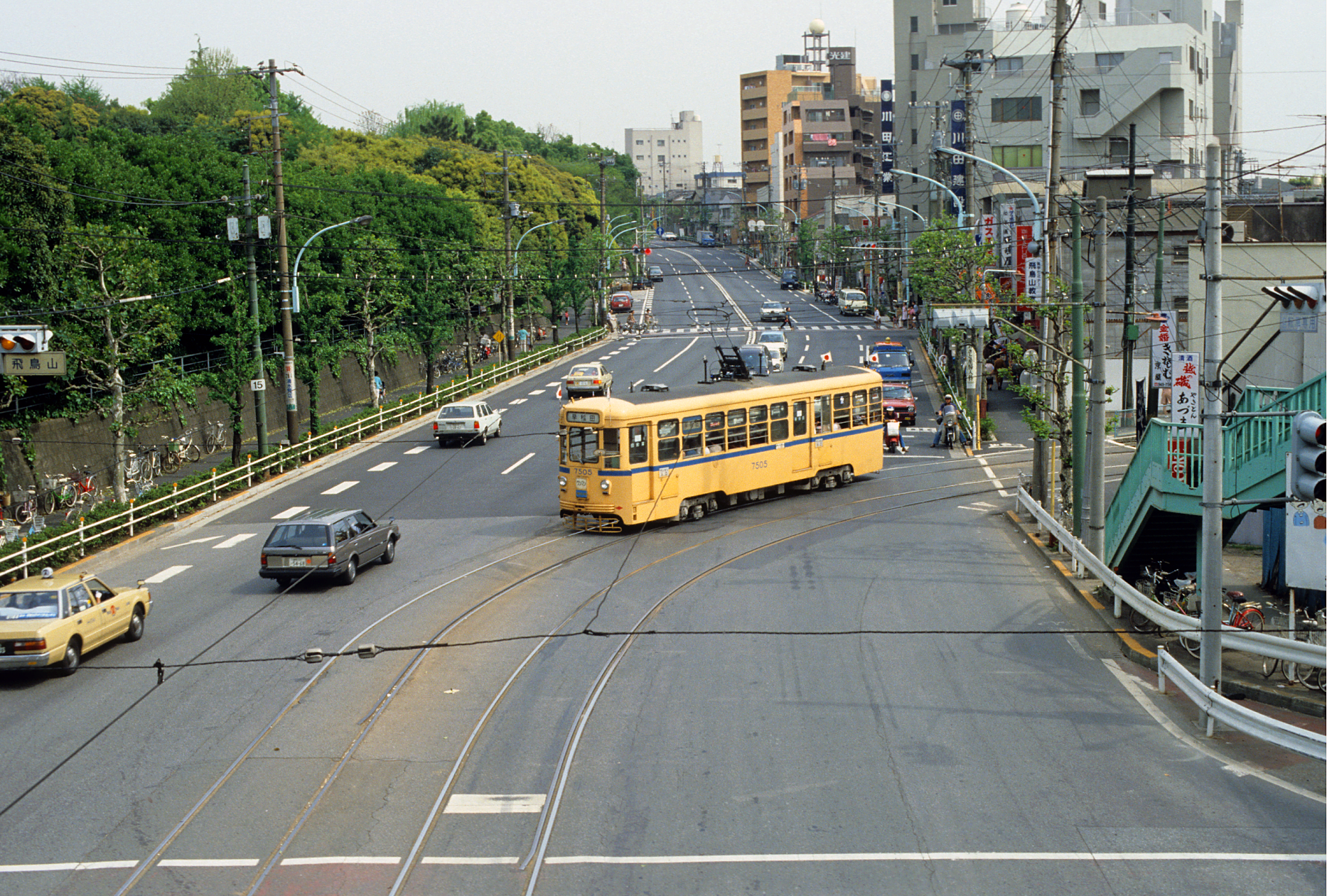
1985年当時の都電荒川線（王子駅前 - 飛鳥山間）

1960年代の交通渋滞深刻化への対策ならびに赤字公共事業整理、都営地下鉄整備の費用負担を背景に、東京都は1967年から都電を相次ぎ廃止。現在の荒川線の区間についても、第1次財政再建計画において27系統は1970年度、32系統は1971年度に廃止する予定であった。しかし、路線の9割が専用軌道で自動車通行への支障が少ないことと、当路線とほぼ並行している明治通りの渋滞が恒常的で路線バス（都営バス）による運行代替では定時運行が困難であると判断された。また路線全体に並行する適当な道路がなく、代替輸送にあたり軌道敷を道路化することによる排気ガス・騒音等の自動車公害も懸念され、沿線住民を中心とする利用客からも当線の存続要望が強かった。
前述のように大半が専用軌道であるゆえに交通渋滞を引き起こすことがまれであり、路線の管理も比較的容易であることが勘案され、1972年11月12日までに都電路線のほとんどが廃止された後も、当路線は北本通り上にあった27系統の一部（王子駅前 - 赤羽間）が代替輸送可能として廃止されたのみで、存続計画の策定により1974年に残存区間の恒久存続が決定した。また、利用者より乗り換えの不便を解消する要望が出たことから、1974年10月1日より27系統と32系統を統合して三ノ輪橋 - 早稲田間での一体運行を開始し、同時に案内上の統一路線名として「荒川線」の名称が制定された。
なお、元々の線籍上の正式路線名は、三河島線（三ノ輪橋 - 熊野前）、荒川線（熊野前 - 王子駅前）、滝野川線（王子駅前 - 大塚駅前）、早稲田線（大塚駅前 - 早稲田）と4つに分かれており、系統の統合後も長らく『鉄道要覧』では4つの路線名が記載されていた。1995年（平成7年）度版の『鉄道要覧』より、線籍上の正式路線名も「荒川線」に統一されている。
廃止区間となった旧27系統王子駅前 - 赤羽間（赤羽線）については、ほぼ同じルートに代替として都営バス王57系統が設定された。旧27系統終点の「赤羽」停留場は、JR東日本の赤羽駅付近ではなく、現在の東京メトロ南北線赤羽岩淵駅近くの都道311号（環八通り）と国道122号（北本通り）が交叉する赤羽交叉点付近の北本通り上に所在していた（ただし都営バス王57系統はここを経由しておらず、南東に赤羽二丁目停留所が設置されている）。また、この区間には1991年（平成3年）11月29日に営団地下鉄（現・東京メトロ）南北線が開業している。
| 年度 | 乗客数     |
| ---- | ---------- |
| 1975 | 31,880,230 |
| 1980 | 27,474,570 |
| 1985 | 23,519,503 |
| 1990 | 24,198,246 |
| 1995 | 22,619,658 |
| 2000 | 20,894,415 |
| 2005 | 19,881,531 |
| 2010 | 18,073,714 |

1974年（昭和49年）の「荒川線」改編直後の乗降客は1日平均約9万3千人であった。その後、乗客数は漸減し1日平均5万5,000 - 5万8,000人で推移、2006（平成18）年度には5万3,000人台と1974年（昭和49年）改編当初の約6割に、同じく2011年（平成23年）末の局公式統計では49,130人と5割2分にまで低下している。2018年（平成30年）までの10年間は4万5000人 - 5万2000人程度で推移しており、荒川線単独の収支が黒字になったのは2年のみである。これには沿線の事業所や教育機関の郊外移転、荒川線が走る東京都区部北部での他の公共交通機関（JR東日本の山手線・京浜東北線・常磐線、東京メトロの千代田線・有楽町線・日比谷線・南北線・副都心線、都営三田線、日暮里・舎人ライナー、都営バス）への乗客分散などが影響している。ただし、荒川線利用客がJR東日本各線に乗り換える王子駅前と大塚駅前の両停留場においては、時間帯を問わず乗降客が多数いる。
2007年（平成19年）5月27日の9000形営業運転開始に関連して、一部停留場の照明にガス灯を模した街路灯の設置が計画された。1955年（昭和30年）頃をイメージした案内サイン、時計塔、公衆トイレや地域情報発信コーナーなども登場し、その第1弾が三ノ輪橋停留場となった。それと併せて荒川電車営業所の敷地内にそれまで留置線に残っていた都電の旧形車両2両（5500形5501・7500形7504）を移設し、「都電おもいで広場」として展示している。毎週末に公開し、車両に沿って停留場を模したウッドデッキを設け、イベントスペースも確保されている。なお、同年12月25日から2008年（平成20年）4月4日まではトイレや車両を覆う屋根の新設などを行う改修工事のため休園していた。さらに同年12月19日には庚申塚停留場も三ノ輪橋と同じスタイルに生まれ変わった。
2008年（平成20年）4月から2009年（平成21年）1月にかけ、明治通り上の急勾配を走る王子 - 飛鳥山間で、雨天時に大型ダンプカーやレジャー用多目的車（RV）がスリップ・横転して線路をふさぎ、運行できなくなる事故が4件発生した。深刻な事故につながる恐れもあるため、都と警視庁が対策を検討している。
2018年（平成30年）10月21日、都電を含む都営交通の乗車券・グッズ販売や沿線案内の拠点として、三ノ輪橋停留場近くに「三ノ輪橋おもいで館」を開設した。
外国人観光客の利用促進策としてはこのほか、沿線に残る昔ながらの暮らしや伝統文化を体験してもらう「TODEN LIFE TOURISM」を、Airbnbと協力して2019年（平成31年）1月17日に始めた。

## 運行形態
全線一系統であり系統番号は付いていない。全線運転列車と区間運転列車が存在する。区間運転は王子駅前・荒川車庫前・町屋駅前・大塚駅前の各停留場を始発・終着とするものがある。最も短い区間運転は夜間に運転される王子駅前 - 荒川車庫前間（所要4分）である。
朝夕はおおむね2分から5分、日中でも6分間隔程度の運転間隔で、早朝・深夜など時間帯でも最大で10数分以内に次の列車が運行される。各停留場ホームに掲出されている時刻表には、日中時間帯の表示欄に平日は「6 - 7分間隔」、土曜日と休日は「6分間隔」と表記されている。全線の所要時間は日中標準56分。
各停留場には、今度到着する列車の行き先と現在到達位置表示を行う発車標が設置されている。また、繁忙時間帯を中心に複数の列車が続行運転している場合もあるが、これは作為的に行っているのではなく、繁忙時間帯においては各停留場において多数の乗客による乗降時間が長くなることや、併用軌道における交通混雑や公道との平面交差点における停止信号による交通混雑によって、実際の運行が標準運行時間に対して遅延傾向となっているためである。
以前は都営バスと同じく、最終列車の一つ前の列車を緑色背景の行き先表示で、最終列車を赤色背景で表示することによる告知を行っていた。その後、新型車両導入が進むにともなって、最終列車の一つ前の列車の表示は廃止されたが、最終列車については「終電」表示を併記して告知している。

### ワンマン運転
1977年（昭和52年）10月1日以降1両編成（単行）で、運転士のみが乗務するワンマン運転が採用されている（全列車ワンマン運転化は翌年4月1日から実施）。車掌は配置されておらず、運転士は運転のほか、車内放送の操作、運賃収受を一人で行う。また、多客時間帯の王子駅前を除き、原則として停留場に「駅員」も配置されておらず、路面電車や路線バスの標準的な形態となっている。

### 臨時運転
臨時列車は軌道法準拠を生かして柔軟に行われており、土曜・休日の日中、特に晴天時に利用者が増加すると予想される場合には、予告無く区間列車を臨時増発することがある。また、貸切運行も行っている。

### 伝鐘
現在ではワンマン運転が採用されているため、過去に「チンチン電車」の愛称のもととして愛顧されて来た車掌による発車時安全確認の伝鐘については、ドアが発車前に乗降用双方とも閉扉した際に自動打鐘される「2連打ベル制御器」として形態をかえて継承されており、昔ながらの伝鐘音を聞くことができる。都電のベルは、ワンマン化により、それまで車掌が「発車します」と放送していたものがなくなり、いきなり動き出すと乗客が転倒するかもしれないとのことで、乗客への発車合図として整備されたものである。

### 貸切
行楽シーズンを除き貸切利用を受け付けており、車両型式と可能な範囲で車番を指定できるが、飲食や車外に響くような大音量の発生、車載の電源・放送装置の利用はできないといった制約がある。

## 乗降方式
都営バス（23区内）と同様に「前乗り・後降り」で「運賃先払い方式」を採る。降車ボタンで次停留場での降車を知らせる。始発・終着停留場においては、乗車扉も開放することがあり乗車扉からも降車できる。各停留場に出札口や改札口はなく、乗車時に車内で運賃を支払う。運転席横には運賃箱・ICカード読取機が設置されており、現金（十円硬貨 - 千円紙幣）やPASMO・Suica等のICカード、紙製回数券（後述）に対応する。
なお、王子駅前停留場では、一部時間帯に限りホーム上に係員立会いの運賃箱・ICカード読取機が設置されており乗車前支払いが可能となっている。運賃は乗切制（1列車完結）であり、降車すると「下車」（旅行終了）とみなされる。
荒川線では途中停留場止まりの場合を含め、乗り換え・途中下車・他交通乗継割引の制度はなく、再び乗車する際には別途運賃が必要である。

## 運賃・乗車券類
普通旅客運賃は全区間一律で、1乗車につき大人ICカード168円・現金170円、小児ICカード84円・現金90円である（2019年10月1日改定）。
普通乗車券は発行されない。

### 回数券
金券分割式の回数券を取扱っている（2019年10月1日時点）。発券単位は1,000円のみで、前払い割引として120円分が付加された実効1,120円券面として、「170円券×6枚+100円券×1枚」と「90円券×12枚+40円券×1枚」の2種類が発売されている。発売場所は車内（運転士）および営業所、都電定期券発売所。
170円券のものは大人運賃、90円券のものは小児運賃を想定したものであるが、170円券に現金10円を追加すれば小児2人分の運賃として利用できる。同様に90円券2枚で大人1人の乗車も可能だが、差額は返金されない。
2008年（平成20年）11月1日から、券面に写真や広告などを印刷できる「都電フリーデザイン回数券」を発売していたが、2010年3月で終了している。

### カード・一日乗車券
PASMO等のICカード乗車券の利用が可能である。なお、「東京メトロ・都営地下鉄共通1日乗車券」や「東急線・東京メトロ・都営地下鉄共通1日乗車券」は利用出来ない。以下において小児用の発売額は特記なければ大人の半額。
ICカード
2007年（平成19年）3月18日に導入されたICカード「PASMO」「Suica」が使用可能である（バス扱いのため、2003年以前に発行された旧仕様のSuicaは利用できない）。また2013年（平成25年）3月23日より実施されたICカード10種の全国相互利用サービスにより「Kitaca」「TOICA」「ICOCA」「SUGOCA」「manaca」「PiTaPa」「nimoca」「はやかけん」にも対応している。
かつては都営バスとともに、Suica・PASMOでの利用時におけるバス利用特典サービス（バス特）を導入していたが、2021年（令和3年）9月30日をもってバスポイント・特典バスチケットの付与を終了した。
運賃箱でのチャージなど、都営バスに準じたサービスが提供されているが、当線車内でのPASMOカードの発売は行っていない。
一日乗車券
1日に限り何度でも乗降できる一日乗車券が発売されている。
都電一日乗車券
都電専用のものは大人400円で、車内では発売当日通用の磁気券とIC券（PASMOまたはSuicaのみ対応・カード内に情報を入力して発行）の2種類を発売している。乗車の都度、磁気券は提示し、IC券は料金箱のIC読み取り部にタッチし、何度でも乗降できる。支払いは磁気券が現金、IC券はチャージ残額による。車内では当日売りのみ発売しており、以前は地紋入りの感熱紙に運賃箱のプリンターで日付を印字する紙券（非磁気券）であったが、現在は荒川電車営業所の発行機で前もって発行した磁気券となっている。
東京さくらトラム（都電荒川線）デジタル乗車券
RYDEのデジタル乗車券アプリ「RYDE PASS」で発売している都電用の一日乗車券。発売額は都電一日乗車券と同額。2023年12月15日から2024年3月10日まで初めて発売し、2024年9月20日から通年発売している。
都営まるごときっぷ
都電のほかに都営地下鉄、都営バス、日暮里・舎人ライナーに乗車できる一日乗車券「都営まるごときっぷ」が、大人700円で発売されている。車内では当日売りのみ発売しており、以前は非磁気券であったが、現在は磁気券となっており、自動改札機を利用できるようになった。
なお、2008年3月29日までは「都電・都バス・都営地下鉄一日乗車券」として発売されていた。
また、平成エンタープライズの高速バス「VIPライナー」のオプションとして組み込まれている（VIPラウンジでも購入可能）。
東京フリーきっぷ
都営交通のほかにJR線の東京都区内区間・東京メトロ線全線に有効な「東京フリーきっぷ」が、荒川電車営業所や西巣鴨駅をはじめとする都営交通・東京メトロの各駅・定期券発売所、JR線の東京都区内各駅・みどりの窓口で発売されている。都電・都バス車内での発売はない。他社委託駅では購入出来ない場合がある。
バス共通カード
1993年11月1日に発売された都電・都バス専用のTカードが拡大運用され、1994年（平成6年）10月1日に導入されたバス共通カードが使用できるようになった。バス共通カードは、特定の発券所にとどまらず、乗車の際に車内でも購入できた。2010年3月末で発売が終了し、同年7月末には同カード（都電・都バス専用Tカードを含む）の使用が停止された。

## 停留場一覧
- 全停留場が東京都23区内に所在。
- 町屋駅前・王子駅前・大塚駅前の各停留場の項目は便宜上、それぞれ町屋駅（京成電鉄・東京メトロ）・王子駅（JR・東京メトロ）・大塚駅（JR）に併記している。
- 駅番号は2017年11月下旬から順次導入。

| 駅番号 | 停留場名                                | 駅間キロ | 累計キロ | 接続路線                                                                         | 停留場の周辺                               | 所在地 |
| ------ | --------------------------------------- | -------- | -------- | -------------------------------------------------------------------------------- | ------------------------------------------ | ------ |
| SA 01  | 三ノ輪橋                                | -        | 0.0      | 東京地下鉄： 日比谷線（三ノ輪駅：H-20）                                          | 浄閑寺                                     | 荒川区 |
| SA 02  | 荒川一中前 （ジョイフル三ノ輪前）       | 0.3      | 0.3      |                                                                                  |                                            | 荒川区 |
| SA 03  | 荒川区役所前                            | 0.3      | 0.6      |                                                                                  | 荒川区役所、荒川区民会館（サンパール荒川） | 荒川区 |
| SA 04  | 荒川二丁目 （ゆいの森あらかわ前）       | 0.4      | 1.0      |                                                                                  | 荒川自然公園                               | 荒川区 |
| SA 05  | 荒川七丁目                              | 0.4      | 1.4      |                                                                                  | 三河島水再生センター                       | 荒川区 |
| SA 06  | 町屋駅前                                | 0.4      | 1.8      | 京成電鉄： 本線（町屋駅：KS04） 東京地下鉄： 千代田線（町屋駅：C-17）            |                                            | 荒川区 |
| SA 07  | 町屋二丁目                              | 0.4      | 2.2      |                                                                                  |                                            | 荒川区 |
| SA 08  | 東尾久三丁目                            | 0.3      | 2.5      |                                                                                  |                                            | 荒川区 |
| SA 09  | 熊野前 （東京都立大学荒川キャンパス前） | 0.6      | 3.1      | 東京都交通局： 日暮里・舎人ライナー (NT 04)                                      | 尾久の原公園                               | 荒川区 |
| SA 10  | 宮ノ前                                  | 0.4      | 3.5      |                                                                                  | 尾久八幡神社                               | 荒川区 |
| SA 11  | 小台                                    | 0.3      | 3.8      |                                                                                  |                                            | 荒川区 |
| SA 12  | 荒川遊園地前                            | 0.3      | 4.1      |                                                                                  | あらかわ遊園                               | 荒川区 |
| SA 13  | 荒川車庫前                              | 0.5      | 4.6      |                                                                                  | 都電荒川車庫                               | 荒川区 |
| SA 14  | 梶原                                    | 0.4      | 5.0      |                                                                                  |                                            | 北区   |
| SA 15  | 栄町                                    | 0.5      | 5.5      |                                                                                  |                                            | 北区   |
| SA 16  | 王子駅前                                | 0.5      | 6.0      | 東日本旅客鉄道： 京浜東北線（王子駅：JK 36） 東京地下鉄： 南北線（王子駅：N-16） | 北とぴあ、王子神社                         | 北区   |
| SA 17  | 飛鳥山                                  | 0.5      | 6.5      |                                                                                  | 飛鳥山公園                                 | 北区   |
| SA 18  | 滝野川一丁目                            | 0.4      | 6.9      |                                                                                  |                                            | 北区   |
| SA 19  | 西ヶ原四丁目                            | 0.4      | 7.3      |                                                                                  |                                            | 北区   |
| SA 20  | 新庚申塚                                | 0.4      | 7.7      | 都営地下鉄： 三田線（西巣鴨駅：I-16）                                            |                                            | 豊島区 |
| SA 21  | 庚申塚                                  | 0.2      | 7.9      |                                                                                  | 高岩寺とげぬき地蔵、大正大学               | 豊島区 |
| SA 22  | 巣鴨新田                                | 0.5      | 8.4      |                                                                                  | 都立文京高校                               | 豊島区 |
| SA 23  | 大塚駅前                                | 0.5      | 8.9      | 東日本旅客鉄道： 山手線（大塚駅：JY 12）                                         |                                            | 豊島区 |
| SA 24  | 向原                                    | 0.5      | 9.4      |                                                                                  | 大塚台公園                                 | 豊島区 |
| SA 25  | 東池袋四丁目 （サンシャイン前）         | 0.6      | 10.0     | 東京地下鉄： 有楽町線（東池袋駅：Y-10）                                          | サンシャインシティ、IKE・SUNPARK           | 豊島区 |
| SA 26  | 都電雑司ヶ谷                            | 0.2      | 10.2     |                                                                                  | 雑司ヶ谷霊園、豊島区役所                   | 豊島区 |
| SA 27  | 鬼子母神前                              | 0.5      | 10.7     | 東京地下鉄： 副都心線（雑司が谷駅：F-10）                                        | 法明寺鬼子母神堂、並木ハウス               | 豊島区 |
| SA 28  | 学習院下                                | 0.5      | 11.2     |                                                                                  | 学習院大学、金乗院目白不動尊               | 豊島区 |
| SA 29  | 面影橋                                  | 0.5      | 11.7     |                                                                                  | 甘泉園公園                                 | 新宿区 |
| SA 30  | 早稲田                                  | 0.5      | 12.2     |                                                                                  | 早稲田大学、演劇博物館                     | 新宿区 |

## 構想
1981年には大塚駅前付近から東池袋付近までを地下化するという豊島区の構想が新聞で報じられたが、実現には至らなかった。
また、三ノ輪橋から南千住駅方面への延伸要望もあるが、具体化には至っていない。

## 沿線風景

### 三ノ輪橋停留場 - 王子駅前停留場間
東京メトロ日比谷線三ノ輪駅から日光街道（国道4号）を北へ、明治通りとの大関横丁交差点、JR常磐線を越えて3分程度歩くと、左手に旧王子電気軌道本社ビル跡である梅沢写真館ビルに到達する。同ビル1階の通路をくぐると商店街の中に、当線の起点となる「三ノ輪橋停留場」があり、レトロ調の装飾が施されている。
始点である「三ノ輪橋」停留場を発車すると軌道は西行し、荒川区立第一中学校・瑞光小学校・第六瑞光小学校が密在する次停留場の「荒川一中前」に達し、その後ゆるやかな左カーブを描いて明治通り方面に寄り「荒川区役所前」に到着する。

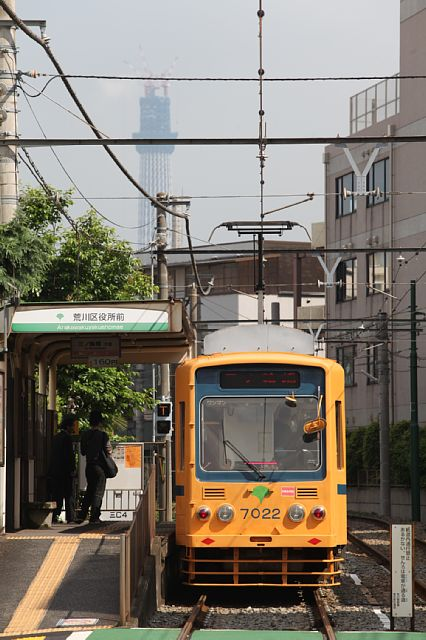
荒川区役所前停留場からは東京スカイツリーが見える（2010年5月27日撮影、当時は建設中）

「荒川区役所前」を発車すると、やがてゆるやかに右カーブを切って進行し、右手に東京都下水道局・三河島水再生センター（下水処理場）を臨んで北行する。この大施設は、日本初の大規模下水処理場であり、処理場上に造られた人工地盤に荒川自然公園が設置されており、この西側に沿って「荒川二丁目」・「荒川七丁目」の2停留場を過ぎると、線路はゆるやかに左カーブを描いて町屋方面へ向かい、京成本線ならびに東京メトロ千代田線が交差する「町屋駅前」停留場に到着する。1990年代に行われた同駅圏の再開発以前には、ホームと一体化した木造の大衆食堂やパチンコ店、売店、写真店などがあったが、再開発に伴い大きく様変わりした。なお「荒川区役所前」から「町屋駅前」間に掛けては、並行して都市計画道路補助90号線の整備事業が進められており、軌道に沿って道路用地が確保されている。
「町屋駅前」からは両脇を側道（補助90号線の開通済み区間）が挟む形となり、そのまま西北方面に「町屋二丁目」「東尾久三丁目」と、ゆるやかな右カーブを繰り返しながら川の手沿いの下町の住宅や町工場が密集する地区を運行し、日暮里・舎人ライナーならびにそれに併走する幹線道路である都道58号線尾久橋通り（放射11号線）と交差する「熊野前」停留場に左カーブを描きながら到着する。当停留場は荒川年金事務所の至近駅で、日暮里・舎人ライナー熊野前駅との乗換駅となっている。
「熊野前」を発車するとさらに西行し、北側に尾久消防署を見て、尾久八幡宮の門前にある「宮ノ前」停留場に停車する。「宮ノ前」を発車すると、すぐ右手に城北信用金庫尾久中央支店ビルおよび尾久警察署を見て進み、都道458号線との平面交差点にある「小台」停留場に到着する。「熊野前」から「小台」までは路面活用して走行する区間であるが、現行では軌道敷の両脇を縁石で固めたセンターリザベーション方式を採用しており、軌道と自動車用道路は完全分離されている。
「小台」を発車すると、路線北側に所在するあらかわ遊園の南口入口にあたる「荒川遊園地前」を経て、当線の車両管理の中枢である荒川電車営業所至近の停留場である「荒川車庫前」に至る。「荒川車庫前」を発車すると、車両は同車庫への引込線へのスイッチを越えて西行直進し、明治通りとの平面交差点である「梶原」に至る。側道の補助90号線は明治通りとの交点が終点であり、停留場手前の未整備区間では用地取得が進められている。
さらに西行し大手出版・印刷会社である東京書籍の至近駅である「栄町」に達すると、ゆるやかに右へカーブをとってJR線に並行し、JR京浜東北線・地下鉄南北線との乗換停留場である「王子駅前」に到着する。当停留場においては時間帯の別を問わず多数の乗降客が見られ、かなりの乗客が入れ替わる。直前までの各停留場における乗降客が少なく当停留場に標準運行時間よりも早着した場合には、当停留場において乗務員が標準発車時刻までの時間調整を行うケースが見られる。

### 王子駅前停留場 - 早稲田停留場間

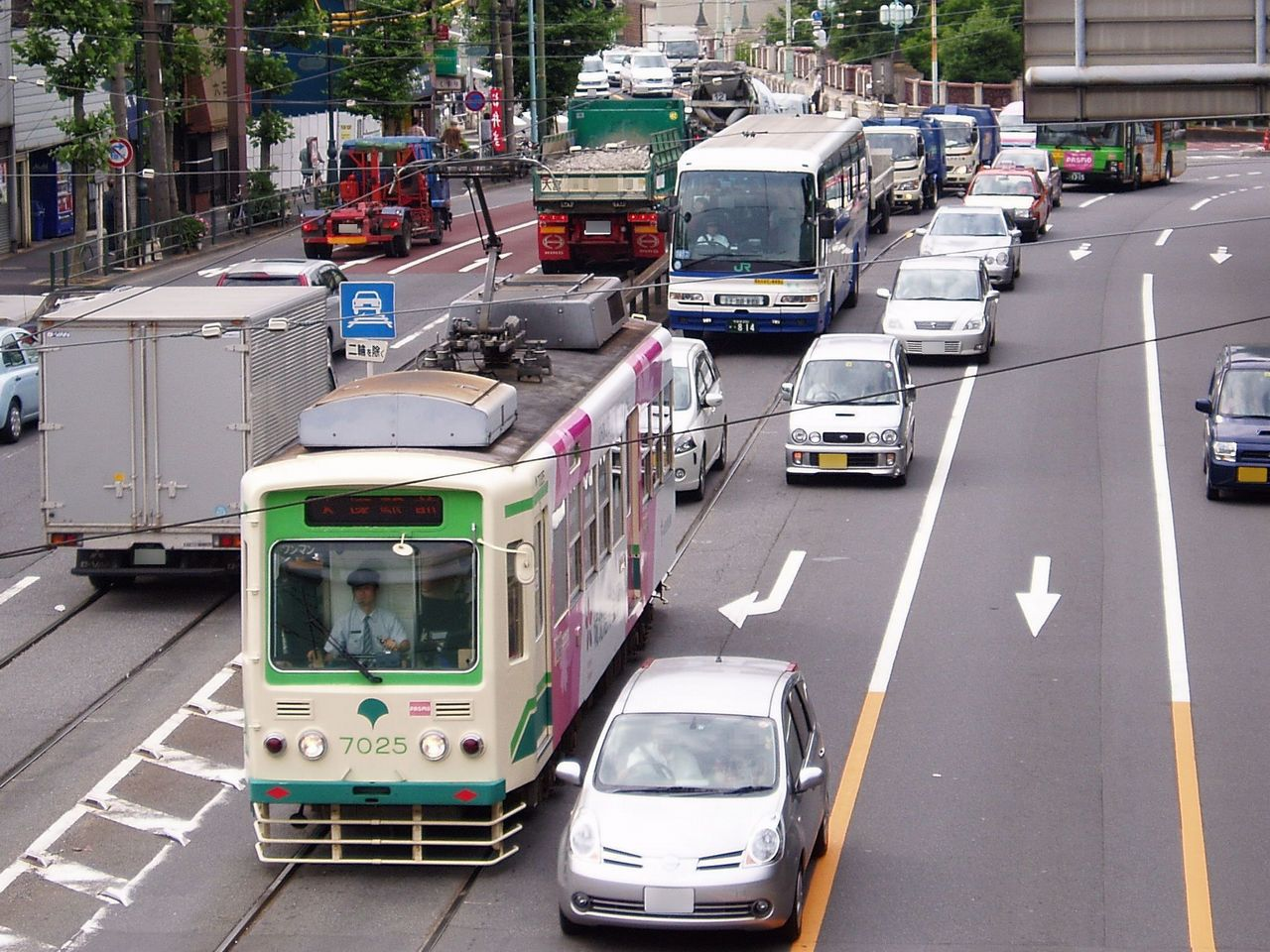
飛鳥山付近では車に挟まれながら併用軌道を走る（2007年6月9日）

「王子駅前」を発車すると左折して明治通りに合流、併用軌道区間に入る。JR高架線をくぐり左に回り込むように南行、左手に都内有数の桜の名所である飛鳥山公園を臨みながら66.7パーミル（1000分の66.7）の急勾配である「飛鳥大坂」を約200メートル走行。飛鳥山交差点の先で右カーブにより専用軌道に進入し「飛鳥山」停留場に到着する。同停留場は、毎春の花見シーズンは特に混雑が激しい。
この先は、明治通りの東側に平行して南下し、桜ヶ丘高校・滝野川第三小学校至近駅の「滝野川一丁目」、老人ホーム飛鳥晴山苑、武蔵野高校・中学校入口となる「西ヶ原四丁目」を走行する。かつて、東京外国語大学が2000年に東京都府中市に移転するまでは「西ヶ原四丁目」が同学関係者に至近駅として利用されていた。
「西ヶ原四丁目」を発車するとさらに南行し、白山通りとの平面交差点に所在し、大正大学、淑徳巣鴨高等学校、豊島区立巣鴨北中学校各校の至近駅である「新庚申塚」停留場に到着する。当停留場は都営地下鉄三田線西巣鴨駅との乗換駅とされている。
「新庚申塚」を発車すると、軌道距離わずか100メートル余、実走運行時間1分足らずで、レトロ調に装飾された「庚申塚」停留場に到着する。当停留場は、萬頂山高岩寺（通称：とげぬき地蔵）に至る参道兼門前町であり「おばあちゃんの原宿」との異名を取る、通称「地蔵通り」の北口入口に位置しており、地蔵通り北口には庚申信仰の拠りどころの一つである猿田彦大神を祭る神社が所在するため、「庚申塚」が停留場名に採用された。地蔵通りの白山通り側の南口入口にある三田線巣鴨駅とともに、特に高岩寺縁日である「4」のつく日には、同寺参詣者ないし地蔵通り商店街訪問者による乗降が非常に多く混雑する。
「庚申塚」を発車すると、ゆるやかな右カーブを描いて南下したあと左急カーブを切って、巣鴨中学・高等学校、東京都立文京高等学校、空蝉坂下、よしや付近に所在する「巣鴨新田」停留場に到着する。「巣鴨新田」を発車すると、下り勾配からJR大塚駅北口広場に進入し、JR線高架の真下に設置された「大塚駅前」停留場に到着する。同駅での乗降客数は「王子駅前」と並んで非常に多い。

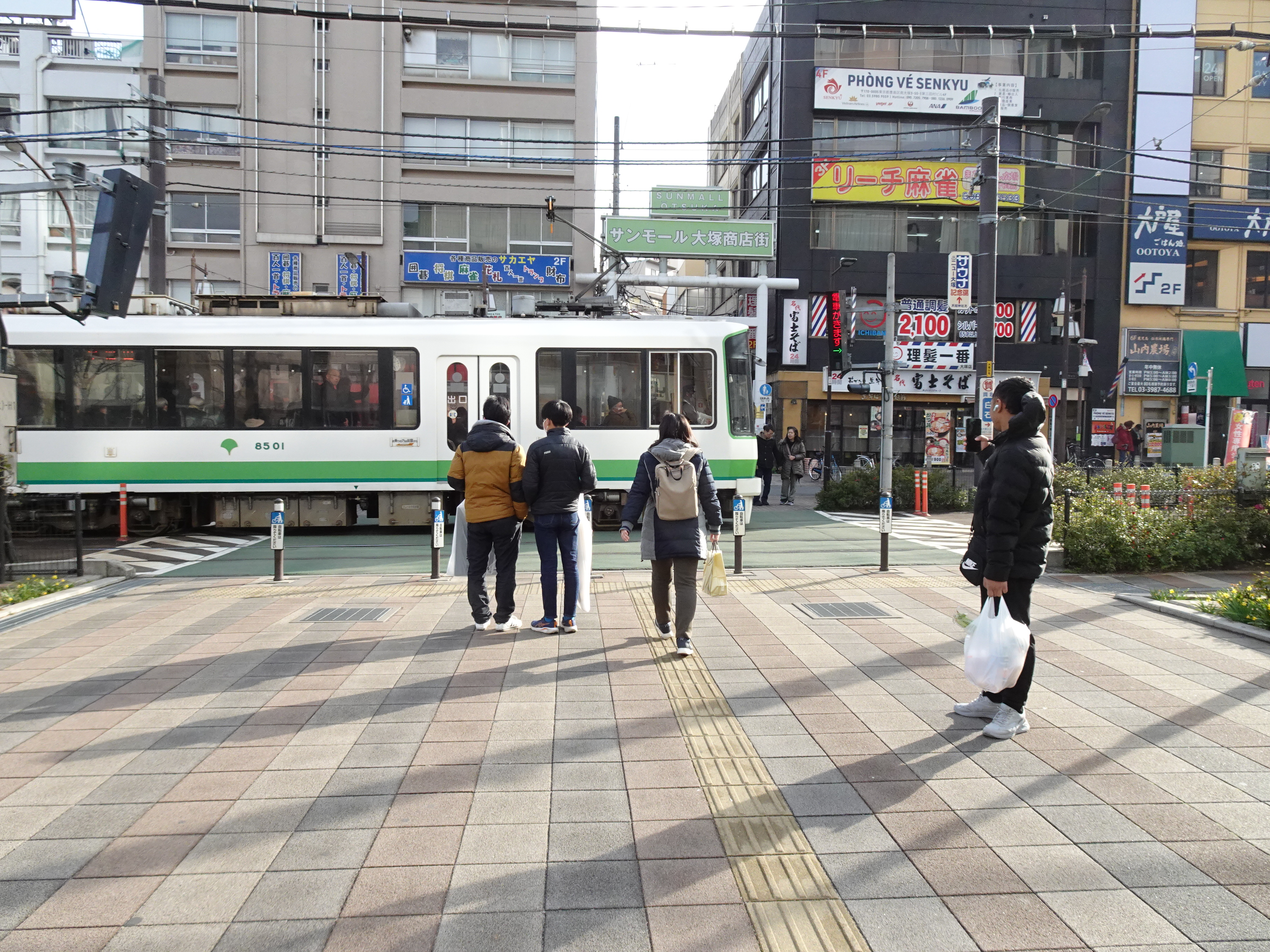
JR大塚駅南口の大塚駅前広場(TRAMパル大塚)の前、サンモール大塚商店街の手前には遮断機のない踏切がある

「大塚駅前」を発車すると、南口広場を右カーブ、その後南西に向かって上り坂を進み、春日通りとの平面交差点に所在する「向原」停留場に到着する。「大塚駅前」から「向原」に至る軌道の勾配は非常に急であるため、早朝・夕刻薄暮時間帯や夜間は、視認性確保を目的として乗務員がしばしば起立して運転を行う。
「向原」を発車すると、軌道はゆるやかに右カーブし、西南に方向転換して東京メトロ有楽町線・首都高速5号池袋線と交差する「東池袋四丁目」停留場に到着。当停留場は有楽町線東池袋駅との乗換駅で、サンシャインシティへの最寄りでもある。「東池袋四丁目」を発車すると雑司ヶ谷霊園に隣接する「都電雑司ヶ谷」で、池袋駅東口周辺地域にも程近い。なお「向原」から「都電雑司ヶ谷」にかけては都市計画道路補助81号線の整備により、専用軌道からセンターリザベーション方式の併用軌道に改築される予定であり、軌道・停留場の移設工事も順次行われている。
「都電雑司ヶ谷」を出るとゆるやかに左カーブを描いて南方に進み、下り勾配を経て「鬼子母神前」停留場に到着。当停留場は東京メトロ副都心線雑司が谷駅との乗換駅でもある。この区間では地下トンネルを伴う都市計画道路環状5の1号線が建設中であり、閑静な住宅地だった旧来から景観が大きく変化している。「鬼子母神前」を出ると下り坂で目白通り（千登世小橋）をアンダーパスし、再び明治通りに併走、学習院大学への最寄りである「学習院下」停留場に到着する。

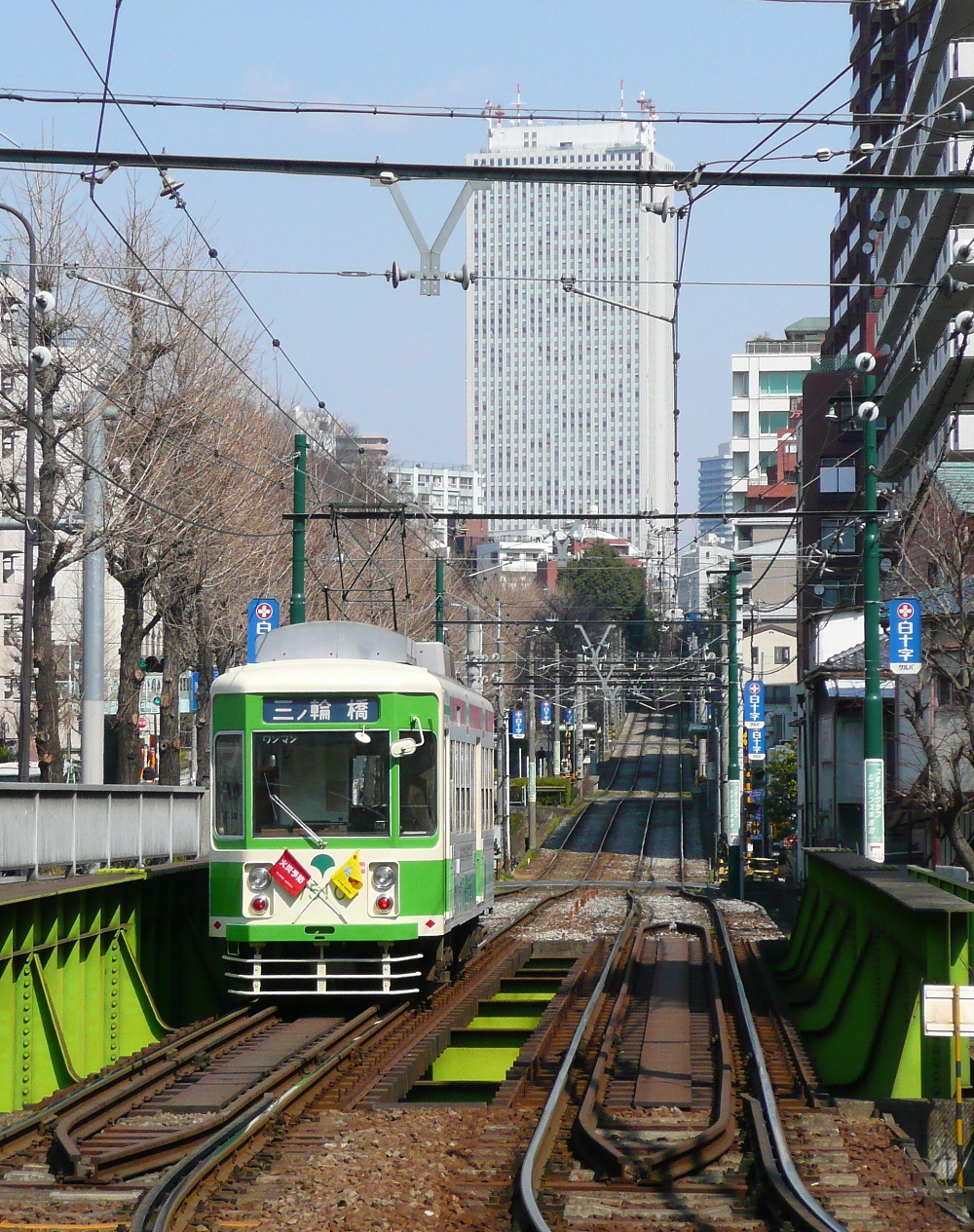
高戸橋付近でサンシャイン60をバックに走る（2008年3月7日、面影橋 - 学習院下間にて撮影）

「学習院下」を発車すると、神田川に向かってさらに降坂し、神田川にかかる高戸橋の直南、明治通りと新目白通りとの交差点において新目白通り中央部分の専用軌道に移って東方へ左折し、神田川面影橋至近の「面影橋」停留場に至る。
「面影橋」を発車し、その先500メートルほど進行すると終着「早稲田」停留場に到着する。東京メトロ東西線の早稲田駅は直線距離で南方に約600メートル程度、実歩行距離で700メートルほど離れており乗換案内はされていない。当停留場近隣には早稲田大学、穴八幡神社などがあるほか、当線の軌道終点約240メートル先右手には都営バス早稲田営業所が所在し、新宿・上野方面への都営バス路線の発着拠点となっており、都電の定期券発売も行っている。この都営バス早稲田営業所は、かつての都電早稲田車庫跡地が改装されたものであり、都電全盛期には現在の荒川線「早稲田」停留場との間にも軌道が直結されていた。

## 使用車両

### 現行車両

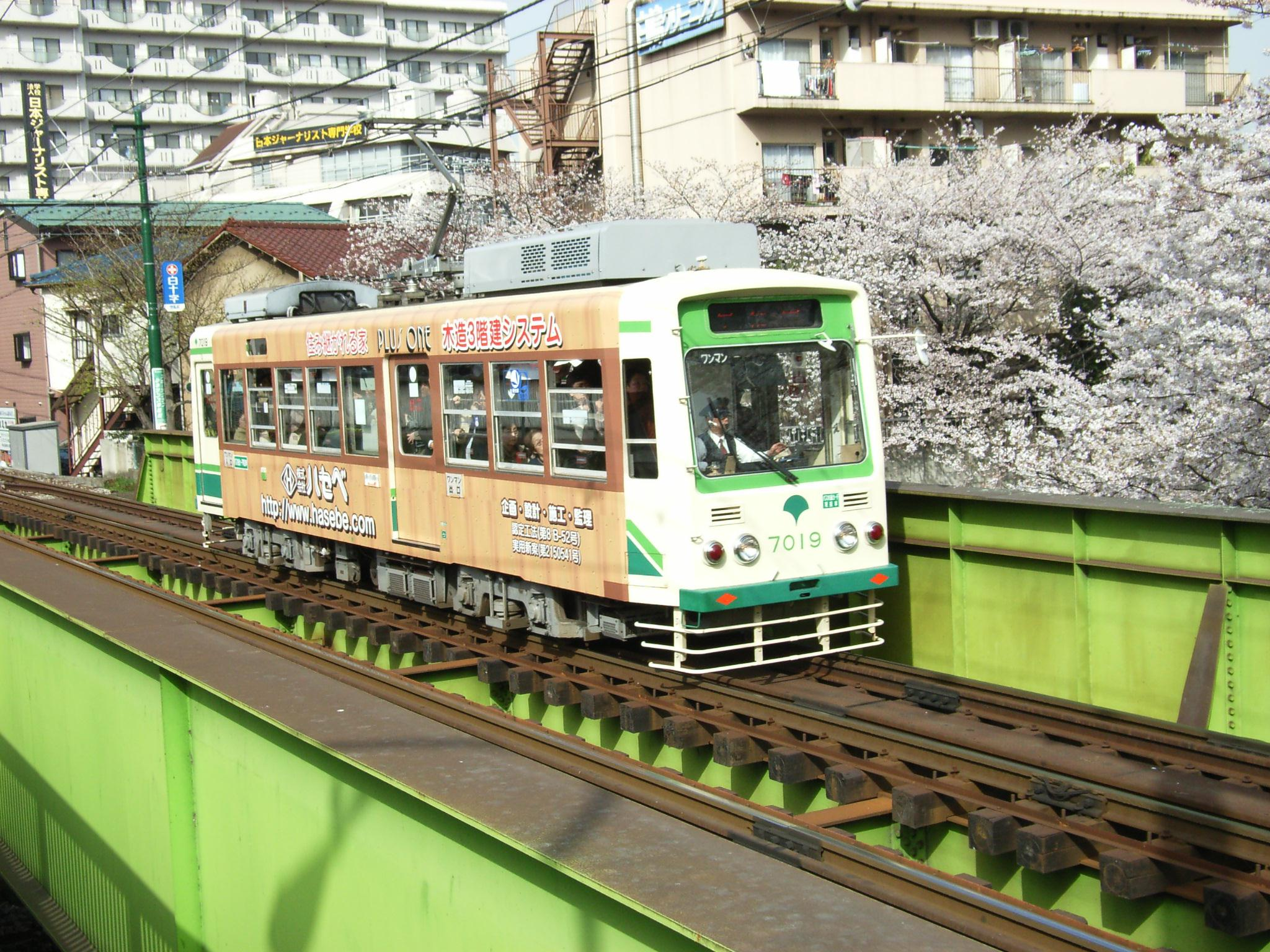
ラッピング広告が施された7000形（学習院下近辺で2006年4月1日撮影）

以前は財政難の東京都交通局の収益源を確保するため、運行されている車両のほとんどは車体外部に全面広告が施されたいわゆるラッピング車両で（2000年5月31日から運行開始）、広告のないオリジナルの外装の車両は少なかったが、現在は同局が8両保有する8900形を中心にオリジナル塗装のまま走行する車両も増加している。
2008年3月から、8500形を除く全車両の自動案内放送に英語放送が追加された。その後8500形にも放送装置の更新に伴い英語放送が実施されるようになった。
車両番号とは別に入口扉（進行方向左側の前ドア）の傍らに「電番」という列車無線や運行管理システム用のIDとして2桁の番号が記載されている（欠番あり）。荒川車庫営業所の中には、車両の位置、電番、行き先がわかる電光掲示板がある。
7700形
後述の7000形の電装品や台車等を8900形と同等のものに交換した更新車。後述の8900形の製造を予定より減らし、7700形で置き換える形となった。2016年（平成28年）5月30日より運用を開始し、同年度末までに合計8両が導入された。
8500形
7000形・7500形の老朽化に伴い1990年（平成2年）より増備された形式である。当初は2形式全車を本形式で置き換える構想もあったが、財政面での関係や余剰車を出さないように5両で打ち切られている。
9000形
昭和初期の東京市電をイメージしたレトロ車両として、また2001年（平成13年）に運転を終了した6000形に代わる新イベント車両として、2007年度・2008年度に2両が製造された。
8800形
9000形とは別の新型車両として、8801と8802の2両が2009年（平成21年）4月26日に運用を開始した。導入に先立って2008年1月に車両のデザインが3案提示され、一般公募によるデザイン投票（投票期間：2008年1月16日 - 25日）が行われた結果、最多得票を獲得した丸みのあるデザインが採用された。2010年（平成22年）3月からは8803-8805が営業運転を開始、8806と8807は10月22日から、8808-8810は12月25日から営業入りして、予定の10両が揃った。
8900形
8800形とは別の新型車両として2015年（平成27年）に2両（オレンジ塗色）が導入され、同年9月18日より運用を開始した。以後、ブルー、ローズレッド、イエローの車両を2016年度までにそれぞれ2両の合計8両を導入（当初16両を導入予定であったが、計画変更により半分の8両の製造は中止し、7000形の7700形への改造に変更した）し、既存の7000形電車8両を置き換えた。製造はアルナ車両。

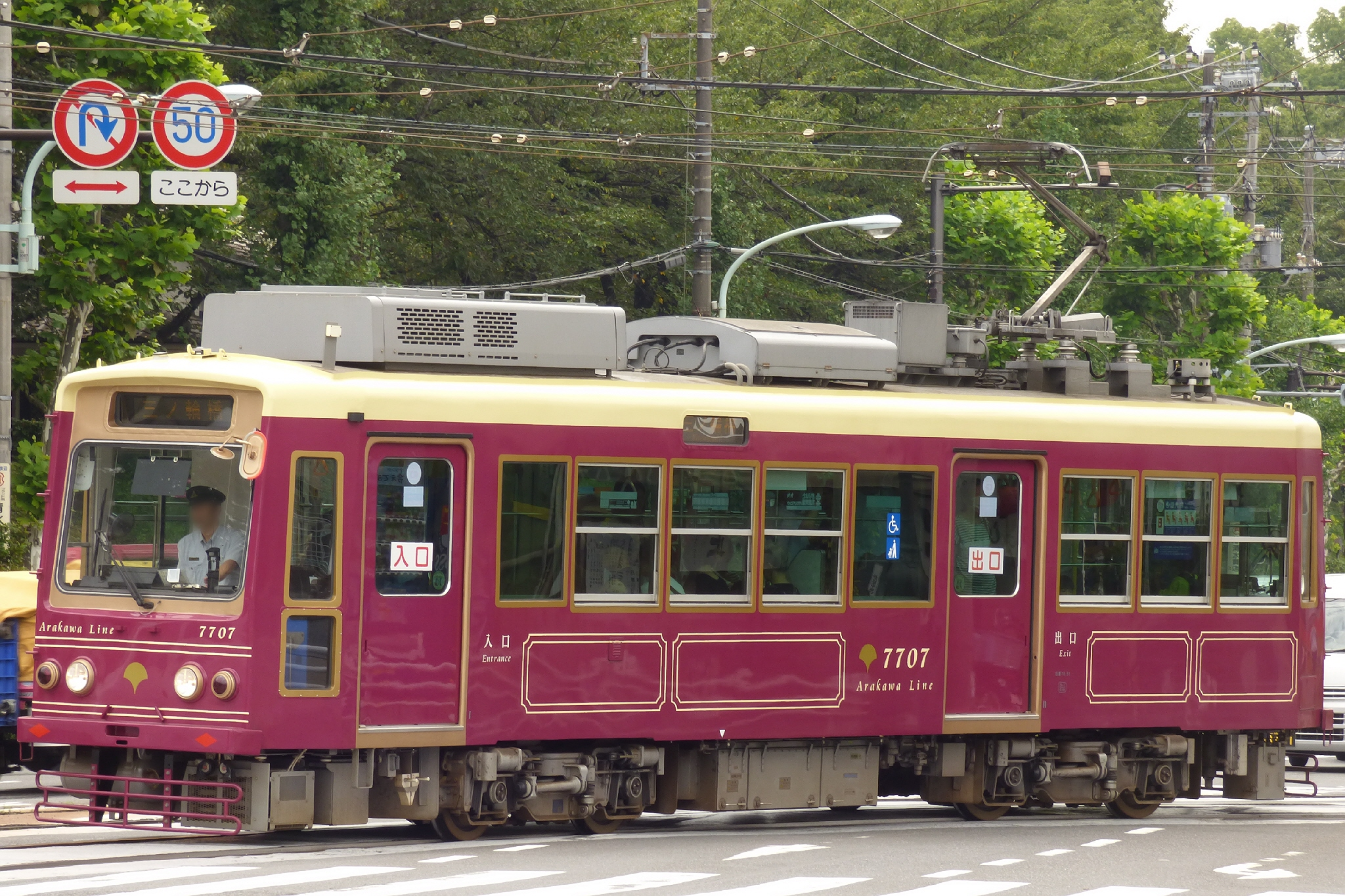
7700形
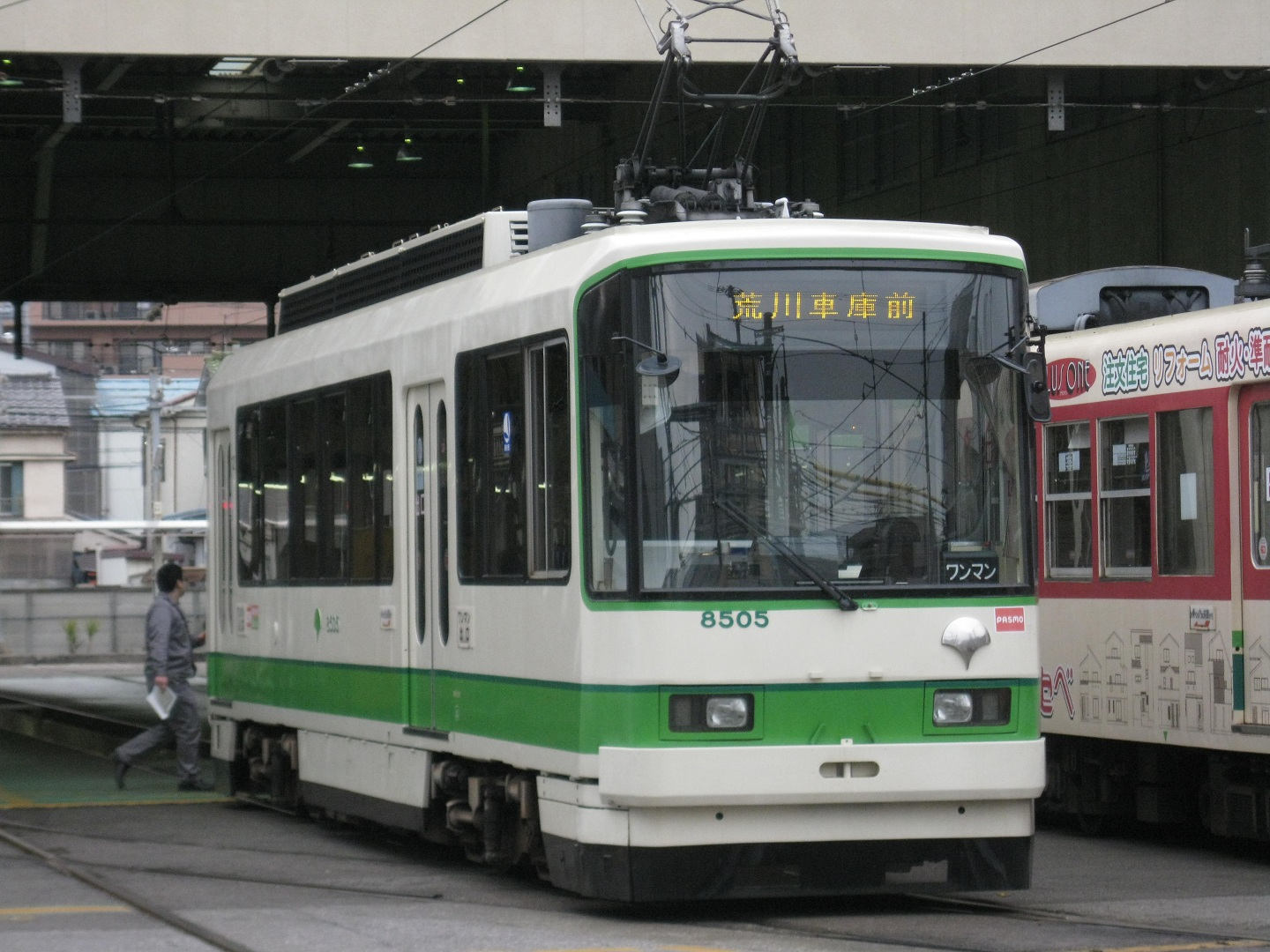
8500形
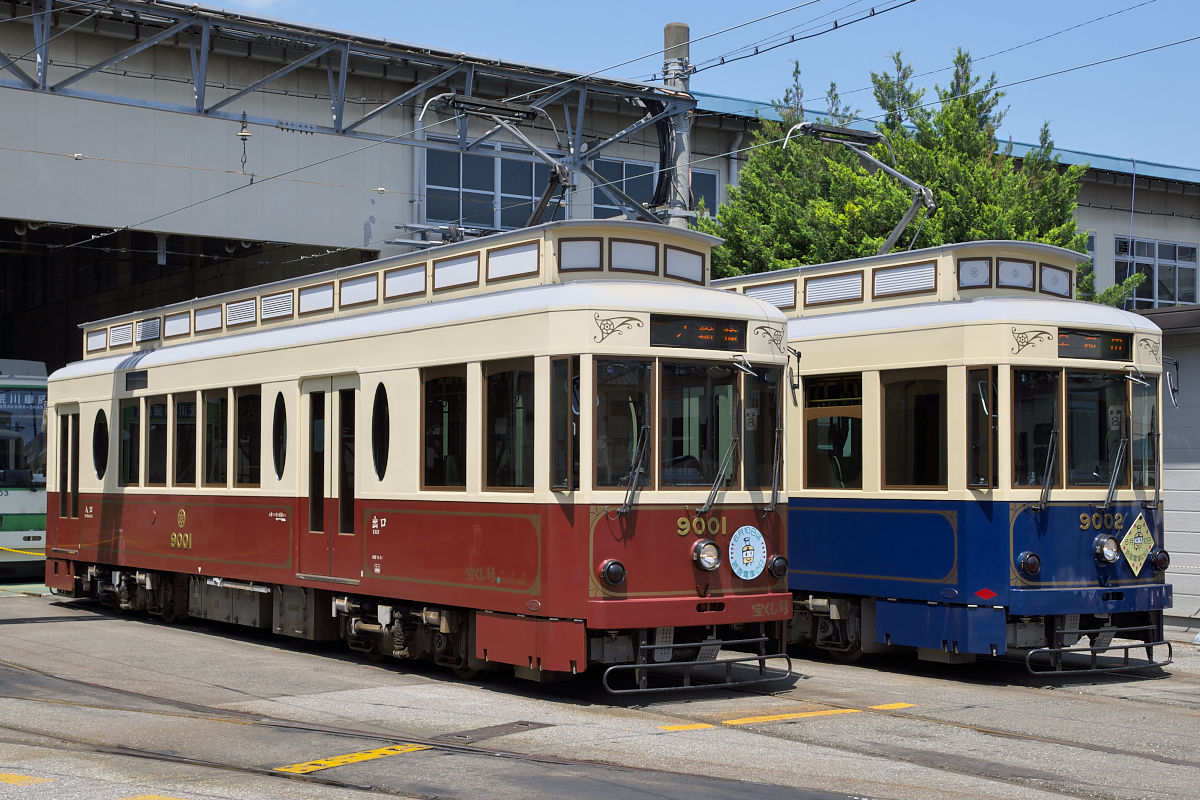
9000形
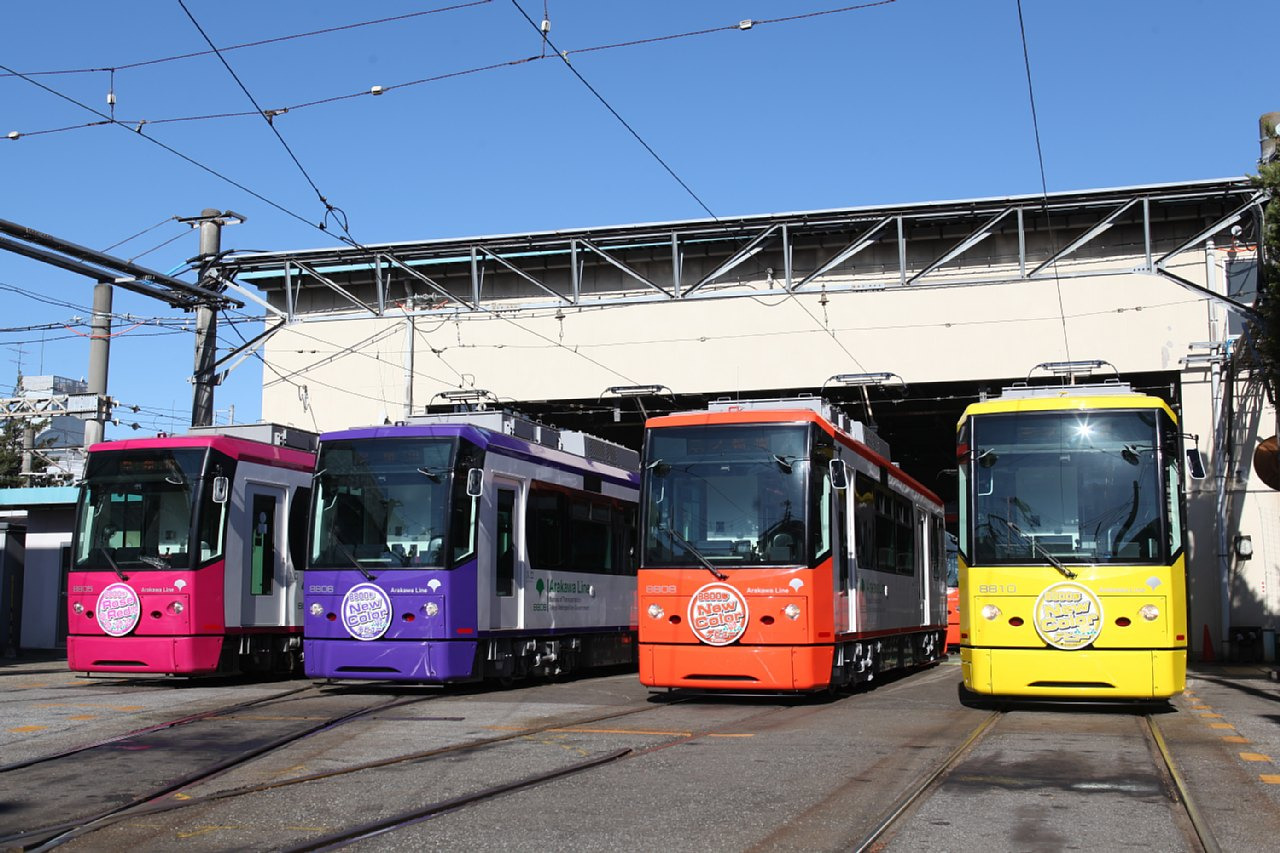
8800形
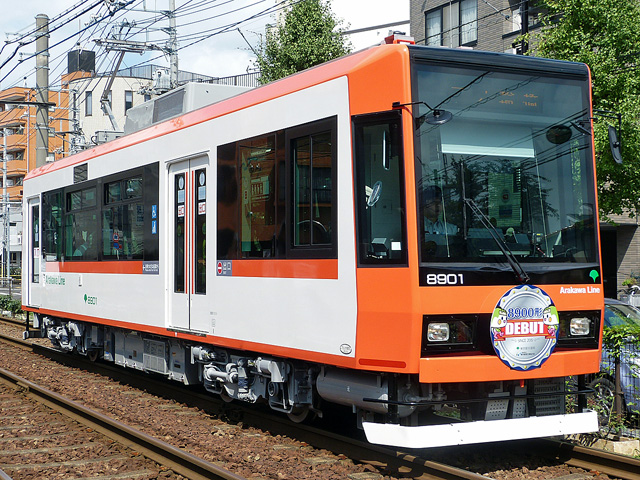
8900形

### 過去に運行されていた車両

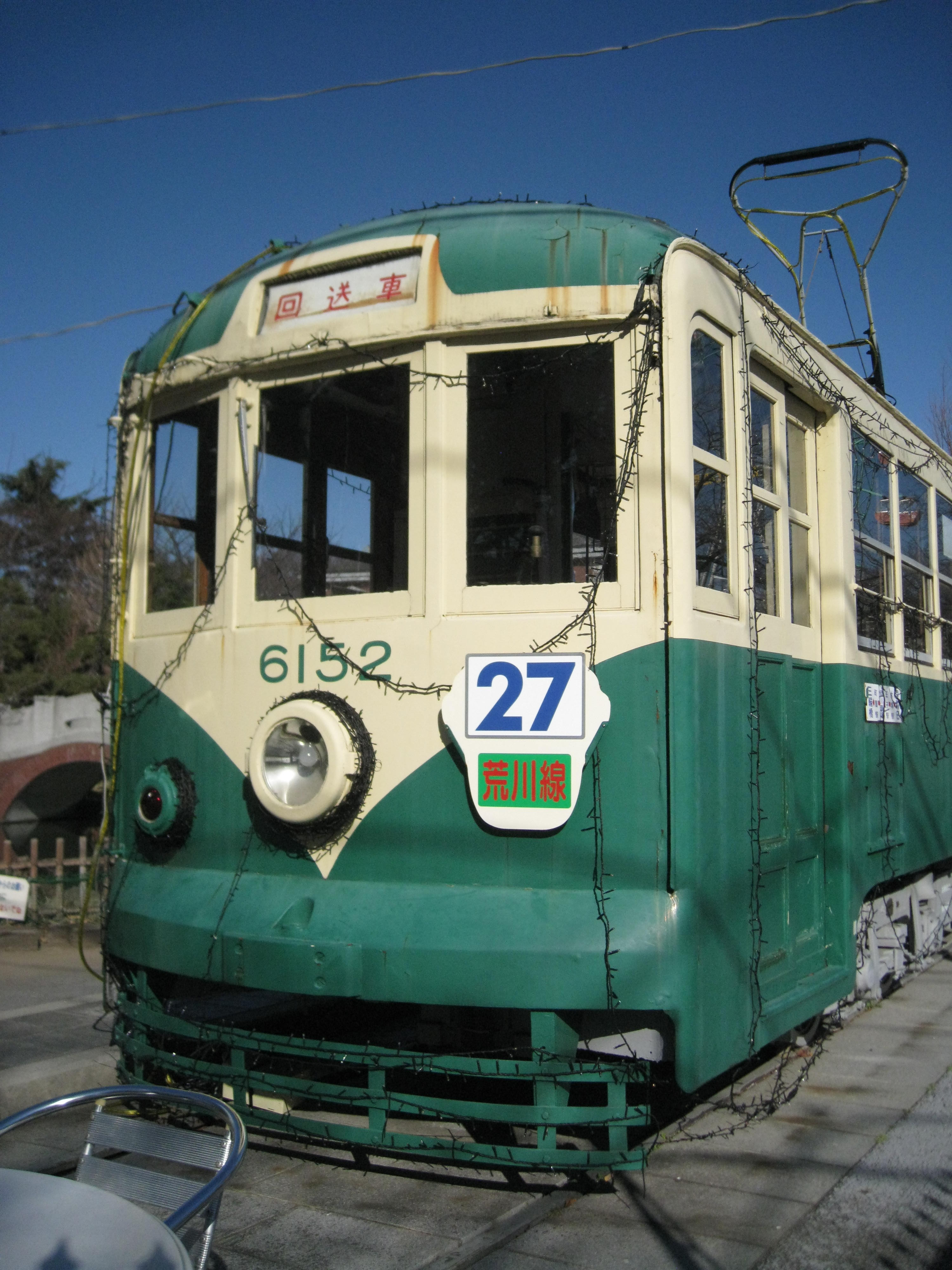
あらかわ遊園で静態保存されている6152号「一球さん号」（2011年1月8日撮影）

6000形
昭和30年代の都電全盛期の主力形式であり、荒川線では1978年（昭和53年）にワンマン化されるまで13両が使用され、うち5両がワンマン化記念花電車乙6000形（1981年廃車）に改造されたものの、ワンマン化以降は唯一6152号車のみが残存した。後にこの車両は「一球さん号」の愛称で、イベント運転や貸切列車を中心に運行されていたが、2001年に廃車となった。その後、イベント車両は2007年に登場した9000形までなかった。
なお、本形式は保存車両が多く、2020年現在も6両が都内各地に現存している（詳細は車両記事を参照）。2008年には30年間個人宅に静態保存されていた6086号車が荒川電車営業所に戻り、一般公開された。
7500形
9000形や8800形への置き換えによって2011年3月13日をもって全車引退した。
荒川線成立以前より使用されているが、7000形同様、後年車体等が更新されている。なお、7504号車は車体更新を受けず、朝ラッシュ時専用の「学園号」として運行されていたが、2001年に廃車となった。
2008年からは都交通局と南海グループが「トーキョーサカ」と銘打って共同キャンペーンを展開し、2010年6月6日からは7511号が阪堺モ161形をイメージした阪堺電気軌道（旧、南海大阪軌道線）の昭和40年代当時の塗色である濃緑色地に窓周り縁取り及び扉が橙色の配色に変更された。発表時には車両の方向幕の行き先表示を「天王寺駅前」「住吉」に変更し、共同PRを行った。同時期に阪堺モ501形にも都電6000形をイメージした電車が登場し「PR相互乗り入れ」として運行している。異事業者同士の塗装交換は2009年秋の江ノ島電鉄と京福電気鉄道に次いで2例目となった。
7510号は2011年に都営交通創業100周年記念花電車運行のため、花100形に改造されたが、こちらも2018年に引退した。
- 7500形引退の記念撮影会（荒川電車営業所で2011年3月13日撮影）
- 都営交通創業100周年記念で運行された7500形改造の花電車（2011年10月1日）

7000形
荒川線成立以前より使用されていたが、後年に車体等が更新された。前述の通り一部の車両は7700形に改造されているほか、4両が豊橋鉄道に譲渡されモ3500形として運行している。
2017年6月10日で最後まで残っていた7022号車が運用を終了し、翌11日に荒川車庫で「ありがとう7000形イベント」が開催された。その後は1両（7001号車）が荒川車庫に保存されている。
他には、6000形と同形だが全長が短い3000形、昭和初期に製造された小型車の1000形、昭和30年代に大量に生産され各営業所に投入された経済車8000形、杉並線から転属した軽量車体の2500形、王子電気軌道引き継ぎの100形・120形・150形・160形・170形が使用されていた。

## マスコットキャラクター

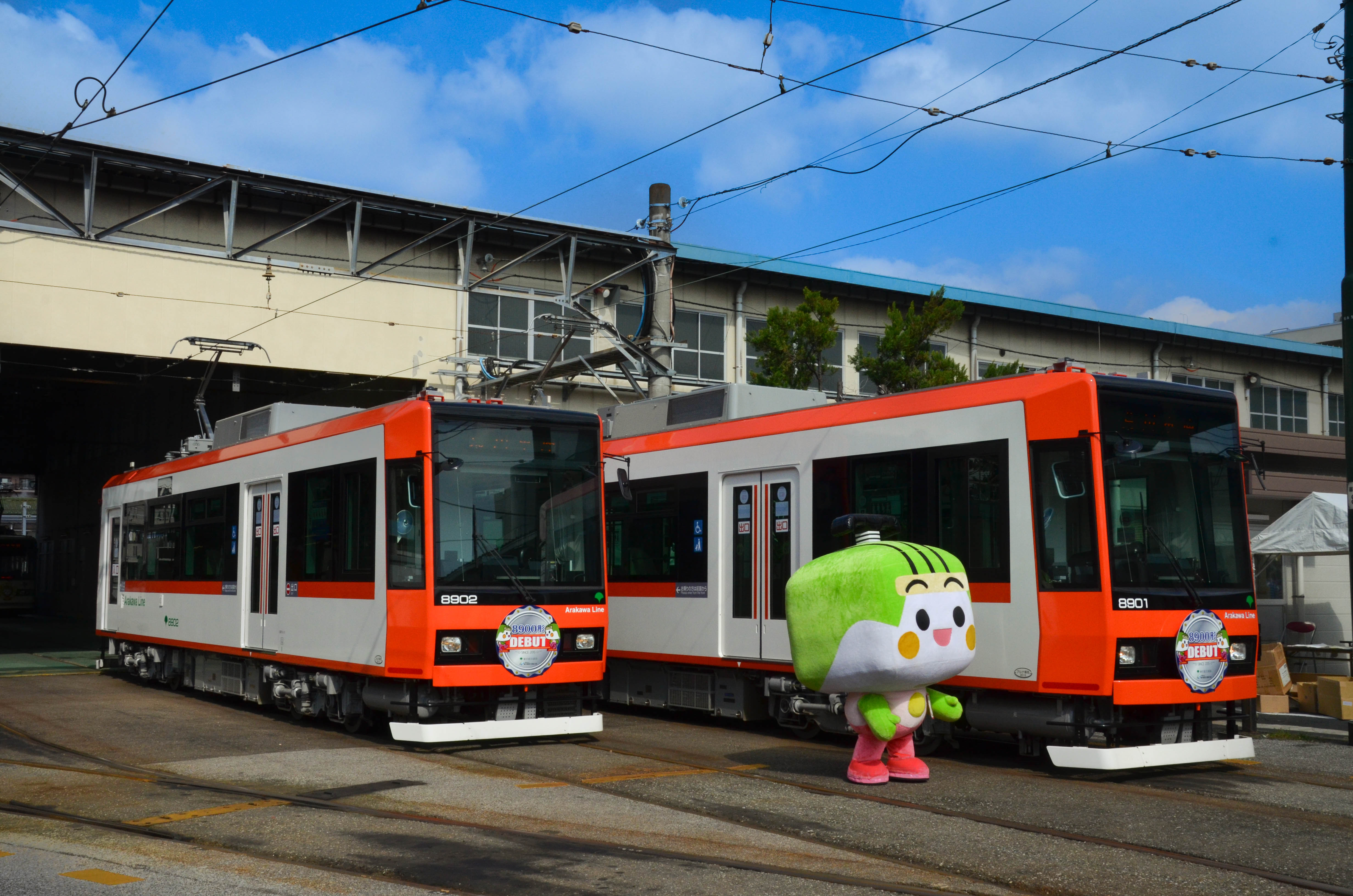
とあらん（中央の黄緑の着ぐるみ）

2010年10月から11月にかけて都電荒川線のマスコットキャラクターのデザインを公募し、同年12月22日にデザイン及び着ぐるみを発表、2011年2月に愛称を公募し、同年4月18日に「とあらん」と決定した。「とあらん」の着ぐるみは、都営交通に関するイベントに出没している。2015年4月には都営交通facebook公式アカウントのナビゲーターに就任し、都営バスのマスコットキャラクター「みんくる」と交互に情報発信している。
また、同年5月19日から営業運転を開始した都営地下鉄新宿線の10-300形4次車のドアステッカーは、この「とあらん」をあしらったデザインとなっていて、同年9月18日から営業運転を開始した都電荒川線の8900形のモケットシートには、表地に「とあらん」がプリントされたものがあつらえられている。

## イベント
毎年6月10日の「路面電車の日」や10月1日の「荒川線の日」に近い日曜日には記念イベントが開催され、以前は記念バス共通カードが発売されていた。

## ドキュメンタリー
- 新日本風土記「都電荒川線」（2021年6月18日、NHK BSP）[49]